# Bahnhof Heidelberg-Kirchheim/Rohrbach
Der Bahnhof Heidelberg-Kirchheim/Rohrbach, bis mindestens 1914: Kirchheim b. Heidelberg, mindestens seit 1935 bis 2003: Heidelberg-Kirchheim, ist nach dem Heidelberger Hauptbahnhof der zweitgrößte Bahnhof der baden-württembergischen Großstadt Heidelberg. Er verfügt über drei Bahnsteiggleise. Der Bahnhof liegt im Verbundgebiet des Verkehrsverbundes Rhein-Neckar (VRN). Seit Dezember 2003 ist er fast ausschließlich Halt der Linien S3 und S4 der S-Bahn RheinNeckar.

## Lage und Ausstattung
Der Bahnhof Heidelberg-Kirchheim/Rohrbach liegt entlang der Bahnstrecke von Heidelberg nach Karlsruhe (Rheintalbahn) zwischen den beiden Heidelberger Stadtteilen Kirchheim und Rohrbach.
Über dem Bahnhof führt auf einer Brücke die Bürgerstraße, die die beiden namensgebenden Stadtteile des Bahnhofs miteinander verbindet. Auf dieser Brücke befindet sich die Haltestelle der dort verkehrenden Buslinie 33.
Des Weiteren verfügt der Bahnhof über 25 Parkplätze, Fahrrad-Stellplätze und einen barrierefreien Zugang.

## Geschichte
Die an Kirchheim vorbeiführende Rheintalbahn wurde am 10. April 1843 mit dem Streckenabschnitt  Heidelberg–Bruchsal–Karlsruhe durch die Badischen Staatseisenbahnen eröffnet. Jedoch war zunächst kein Bahnhof in Kirchheim vorgesehen. Erst am 1. November 1865 erhielt Kirchheim einen eigenen Bahnhof. Das heutige Bahnhofsgebäude wurde 1914 gebaut und steht unter Denkmalschutz.
Zunächst fuhren die Züge von Kirchheim aus über eine Verbindungskurve in den alten Heidelberger Hauptbahnhof ein, der als Kopfbahnhof konzipiert war. Städtebauliche Probleme durch den teilweisen Ausbau des Heidelberger Hauptbahnhofes zum Durchgangsbahnhof im Jahre 1862 und fehlende Erweiterungsmöglichkeiten führten Anfang des 20. Jahrhunderts zu der Entscheidung, den Hauptbahnhof um gut einen Kilometer nach Westen zu verlegen und dort als Durchgangsbahnhof neu zu bauen. Die Strecke zum alten Hauptbahnhof wurde stillgelegt und eine Strecke zum neuen Hauptbahnhof gebaut.
2003 erfolgte im Zuge der Integration der Rheintalbahn bis Karlsruhe in das Netz der S-Bahn RheinNeckar der  behindertengerechte Ausbau der Bahnsteige. In diesem Zusammenhang wurde der Bahnhof in Heidelberg-Kirchheim/Rohrbach umbenannt. Die Eröffnung der S-Bahn fand zum turnusgemäßen Fahrplanwechsel 2003/2004 am 14. Dezember 2003 statt, in deren System der Bahnhof seither integriert ist.

### Bahnsteige
Die Bahnsteige wurden im Zuge der Einbeziehung des Bahnhofs in das Netz der S-Bahn RheinNeckar modernisiert. Gleis 1 weist seitdem zwei, die Gleise 2 und 3 sogar drei unterschiedliche Einstiegshöhen auf.
Im Dezember 2019 wurden beide Bahnsteige jeweils um 70 m auf 210 m verlängert.
| Gleis | Nutzbare Länge    | Bahnsteighöhe | Aktuelle Nutzung                                              |
| ----- | ----------------- | ------------- | ------------------------------------------------------------- |
| 1     | 127,8/47,2 m      | 76/22 cm      | Züge in Richtung Wiesloch-Walldorf/Bruchsal/Karlsruhe         |
| 2     | 183,4/29,1/27,4 m | 76/38/28 cm   | Züge in Richtung Heidelberg/Mannheim/Ludwigshafen/Germersheim |
| 3     | 183,4/29,1/27,4 m | 76/38/28 cm   | Ausweichgleis                                                 |

## Verkehr

### Bahnverkehr
Der Bahnhof wird jeweils im Stundentakt von S-Bahnen der Linien S3 (Germersheim–Karlsruhe Hbf) und S4 (Germersheim–Bruchsal) bedient, wodurch sich ein Halbstundentakt zwischen Germersheim und Bruchsal ergibt. Des Weiteren halten einzelne Regionalbahnzüge von Heidelberg Hbf nach Wiesloch-Walldorf in den werktäglichen Hauptverkehrszeiten in Kirchheim/Rohrbach. Am Abend machte bis etwa 2020 auch der RE Stuttgart–Heidelberg Halt. Während des Internationalen Deutschen Turnfestes 2013 in der Zeit vom 18. bis 26. Mai verkehrte außerdem die so genannte „Turnfestlinie“ von hier aus nach Speyer.
| Linie | Streckenverlauf | Takt                    |
| ----- | --- | ----------------------- |
| S 3   | Germersheim – Lingenfeld – Heiligenstein (Pfalz) – Berghausen (Pfalz) – Speyer Hbf – Speyer Nord-West – Schifferstadt Süd – Schifferstadt – Limburgerhof – (Ludwigshafen-Rheingönheim – Ludwigshafen-Mundenheim –) (stündlich) Ludwigshafen (Rhein) Hbf – Ludwigshafen (Rhein) Mitte – Mannheim Hbf – (Mannheim ARENA/Maimarkt – Mannheim-Seckenheim –) (stündlich) Mannheim-Friedrichsfeld Süd – Heidelberg-Pfaffengrund/Wieblingen – Heidelberg Hbf – Heidelberg-Kirchheim/Rohrbach – St Ilgen-Sandhausen – Wiesloch-Walldorf – Rot-Malsch – Bad Schönborn-Kronau – Bad Schönborn Süd – Stettfeld-Weiher – Ubstadt-Weiher – Bruchsal – (Bruchsal Bildungszentrum – Untergrombach – Weingarten (Baden) –) (einzelne Züge) Karlsruhe-Durlach – Karlsruhe Hbf Stand: Fahrplanwechsel Dezember 2021 | 30/60 min               |
| S 4   | Germersheim – Lingenfeld – Heiligenstein (Pfalz) – Berghausen (Pfalz) – Speyer Hbf – Speyer Nord-West – Schifferstadt Süd – Schifferstadt – Limburgerhof – Ludwigshafen-Rheingönheim – Ludwigshafen-Mundenheim – Ludwigshafen (Rhein) Hbf – Ludwigshafen (Rhein) Mitte – Mannheim Hbf – Mannheim ARENA/Maimarkt – Mannheim-Seckenheim – Mannheim-Friedrichsfeld Süd – Heidelberg-Pfaffengrund/Wieblingen – Heidelberg Hbf – Heidelberg-Kirchheim/Rohrbach – St Ilgen-Sandhausen – Wiesloch-Walldorf – Rot-Malsch – Bad Schönborn-Kronau – Bad Schönborn Süd – Stettfeld-Weiher – Ubstadt-Weiher – Bruchsal Stand: Fahrplanwechsel Dezember 2021 | 60 min (morgens/abends) |
| RB 68 | Main-Neckar-Bahn: Frankfurt (Main) Hbf – Langen (Hess) – Darmstadt Hbf – Darmstadt Süd – Darmstadt-Eberstadt – Bickenbach (Bergstr) – Hähnlein-Alsbach – Zwingenberg (Bergstr) – Bensheim-Auerbach – Bensheim – Heppenheim (Bergstr) – Laudenbach (Bergstr) – Hemsbach – Weinheim (Bergstr) Hbf – Weinheim-Lützelsachsen – Heddesheim/Hirschberg – Ladenburg – Neu-Edingen/Friedrichsfeld – Heidelberg-Pfaffengrund/Wieblingen – Heidelberg Hbf – Heidelberg-Kirchheim/Rohrbach – St Ilgen-Sandhausen – Wiesloch-Walldorf Flügelung in Neu-Edingen/Friedrichsfeld. Zugteil nach Schwetzingen/Mannheim als RB 67. Stand: Fahrplanwechsel Dezember 2021 | 60 min (wochentags)     |

### Busverkehr
Auf der den Bahnhof überspannenden Brücke befindet sich eine Haltestelle der dort verkehrenden Buslinie 33.